# PGC 5076
LEDA/PGC 5076 ist eine Spiralgalaxie vom Hubble-Typ Sc mit aktivem Galaxienkern im Sternbild Walfisch südlich der Ekliptik und ist schätzungsweise 219 Millionen Lichtjahre von der Milchstraße entfernt. Sie gilt als Mitglied der acht Galaxien zählenden NGC 530-Gruppe (LGG 22) und als Teil des Galaxienhaufens Abell 194. 

Im selben Himmelsareal befinden sich u. a. die Galaxien NGC 530 und NGC 535.